# FVC
FVCとは、周波数/電圧変換器、Frequency to Voltage Converterの略。周波数に比例した直流電圧が得られる。
回路は、オペアンプとリファレンス電圧、ワンショット、フリップフロップ及びコンパレータで構成される。入力された信号はまず微分され、そのスパイク波形のタイミングでオペアンプの帰還ループに接続された積分コンデンサーにチャージが行われる。周波数の高さに比例して平滑化される電圧は大きくなる。その構造上、周波数が低くなるに伴って出力のリップル成分が増えるため、入力する周波数スケールに応じた時定数の設定が必要になる。信号の平滑化と周波数応答(追従)性は、相反する要素となる。
IC化されたものとして、BurrBrown社のVFC-32/320、AnalogDevices社のAD-650などがある。